# ساهاک دوم ماشالیان
ساهاک دوم ماشالیان (ارمنی غربی: Սահակ Բ․ Մաշալեան؛ انگلیسی: Sahak II Mashalian; (Sahak Mashalyan) زادهٔ ۱۷ مارس ۱۹۶۲) مهندس برق و اسقف ارمنی‌تبار اهل ترکیه است که از تاریخ ۱۱ دسامبر ۲۰۱۹ تا کنون سمت هشتاد و پنجمین پاتریارک ارمنی کنستانتینوپل را برعهده دارد.

## زندگی‌نامه
وی در ۱۷ مارس ۱۹۶۲ در استانبول به دنیا آمد و از دانشگاه استانبول (۱۹۸۷) دانشگاه لندن (۱۹۹۴) و دانشگاه دوبلین (۱۹۹۹) فارغ‌التحصیل گشت. وی در آموزشگاه مترجمان مقدس، مدرسه وازگنیان سوان، دانشکده علوم الهی گئورگیان خدمت نموده است. 